# Homer le grand
Homer le grand (Homer the Great) est le 12e épisode de la saison 6 de la série télévisée d'animation Les Simpson.

## Synopsis
Homer découvre que Lenny et Carl lui cachent quelque chose. Il les suit et découvre qu'ils font partie d'une fraternité secrète, les tailleurs de pierre. Cette société dirige le monde et ses membres jouissent de multiples privilèges. Homer essaye donc par tous les moyens de rentrer dans la société. Après son échec, il avoue à sa famille que s'il veut absolument entrer dans cette société, c'est en grande partie parce qu'il a été refusé toute sa vie dans les clubs. C'est à ce moment que son père révèle qu'il est lui aussi un tailleur de pierre, ce qui donne le droit à Homer de rentrer dans la société.
Après un rite initiatique, Homer fait enfin partie des tailleurs de pierre. Il peut ainsi profiter des multiples avantages dont jouissent ses membres, notamment les nombreuses soirées alcoolisées où ils sont conviés. Lors d'un dîner solennel, Homer détruit le parchemin sacré de la société, en s'essuyant et se mouchant avec. Désormais banni, il doit rentrer chez lui nu, enchaîné à un rocher. Alors qu'il quitte la salle, « numéro un » découvre une marque de naissance sur le corps d'Homer, de la forme de l'emblème de la société : il est l'élu annoncé par la prophétie.
Homer devient donc le nouveau grand chef de la société. Mais sous son règne celle-ci décline rapidement. À tel point qu'il finit par être seul, avec comme uniques membres des singes, alors que les anciens membres ont fondé une autre société « interdite aux Homer ».